# Совет будущего мира
Совет будущего мира — немецкая некоммерческая организация с главным офисом в Гамбурге. Создан 2004 году, с 2005 стал фондом. Идею создания организации выдвинул в 2000 году шведский политический активист Якоб фон Иксквул.  Совет стремится передать будущим поколениям экологически чистую, безопасную планету со справедливыми, устойчивыми и миролюбивыми обществами. Основные направления работы — экология, возобновляемая энергия, зелёная экономика, социальная стабильность. 

## Местонахождение и состав

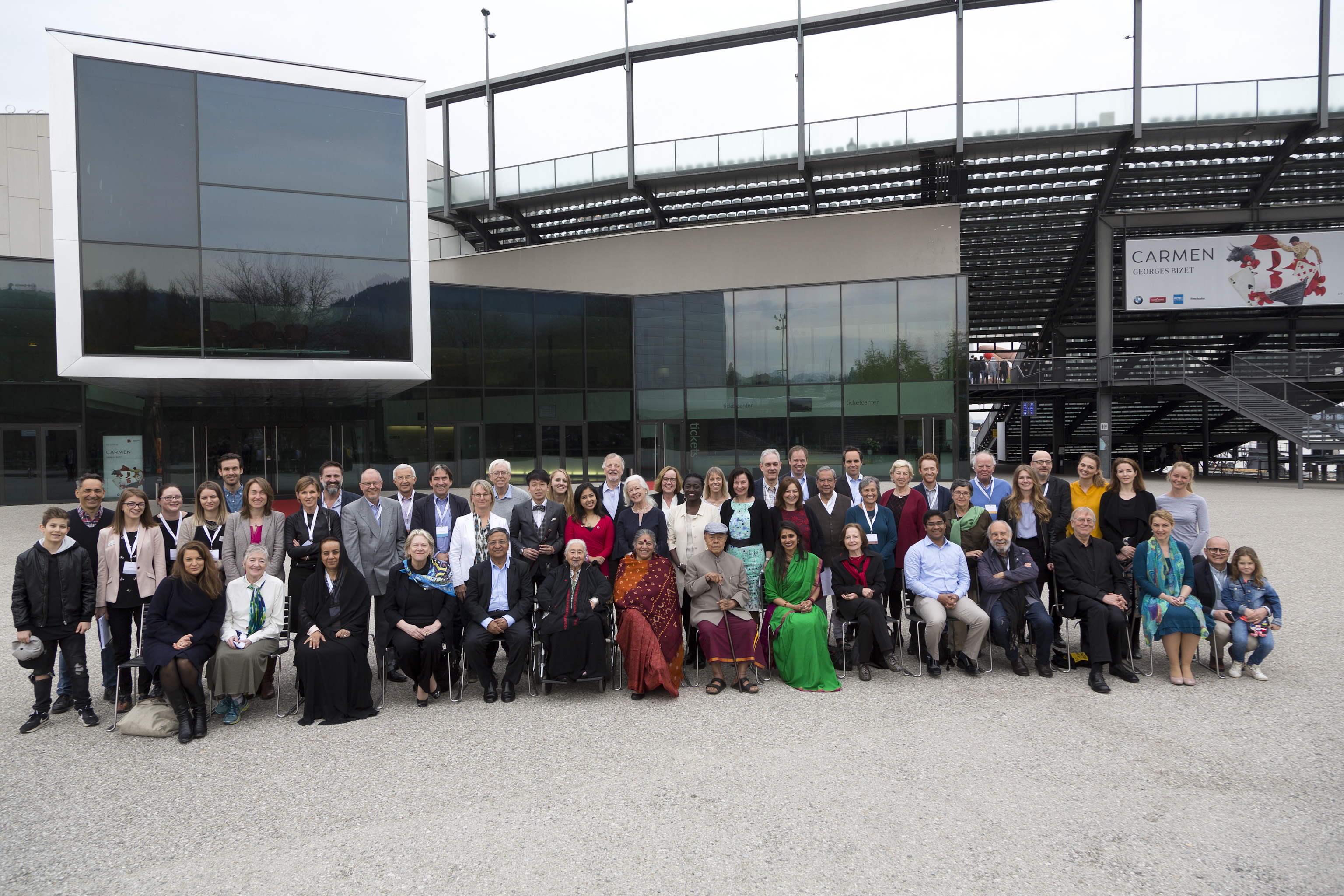
Общий ежегодный съезд 2017 года

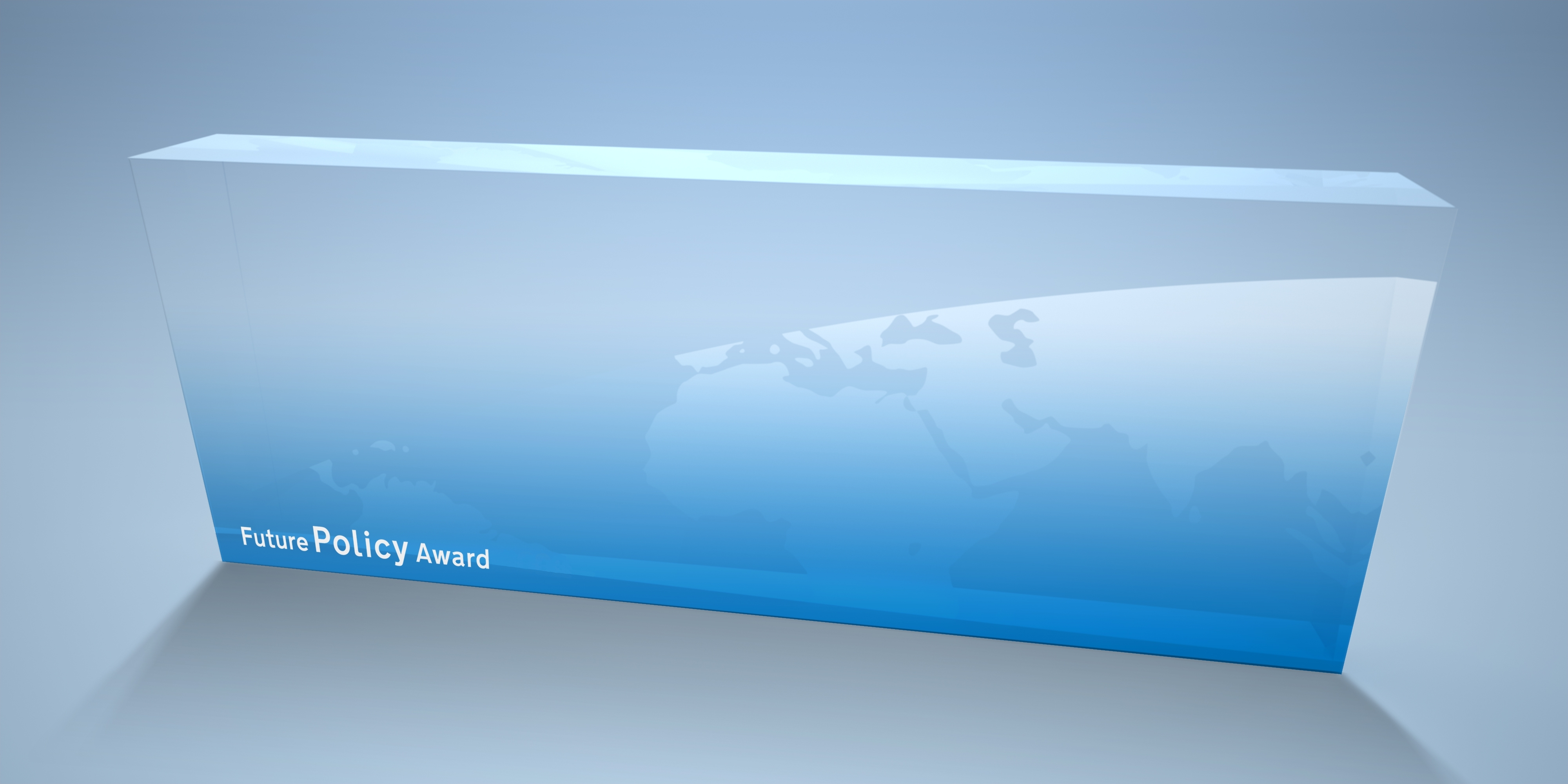
Награда за политику будущего

Главный офис совета находится в Гамбурге, филиалы
В совет входят от 50 до 60 человек, из них 13 почётные члены совета (2021 год). Это известные учёные, политики и другие общественные деятели, имеющие моральный авторитет и пользующиеся уважением в обществе — «преобразователи мира». 

### Известные бывшие и настоящие члены совета

#### Почётные советники
Риан Айслер — антрополог, культуролог, социолог  и писательница.
Эрнст Ульрих фон Вайцзеккер —  немецкий учёный-физик и политик.
Джейн Гудолл — британский приматолог, этолог и антрополог, посол мира ООН

#### Советники
Ибрагим Абулиш —  египетский химик и предприниматель.
Тим Фланнери — австралийский териолог и палеонтолог
Вангари Маатаи — кенийская общественная деятельница, лауреат Нобелевской премии мира за 2004 год.
Манфред Макс-Неф — чилийский экономист.
Йуссу Н’Дур — сенегальский певец и барабанщик, министр культуры Сенегала с апреля 2012 года по сентябрь 2013 года.
Мартин Альмада — парагвайский педагог и правозащитник.
 Вандана Шива — индийский философ, активистка-эколог и антиглобалистка.
Андерс Вийкман — шведский политик.

## Устойчивые политические решения
На сайте Политика будущего — устойчивые политические решения организация предлагает для различных администраций надёжные, доказавшие свою состоятельность политические решения, в сфере экологичной энергетики, производства продовольствия и городенского благоустройства.
Совет пропагандирует также разработанную им методологию законодательства, включающую 7 принципов. Принципы призваны обеспечить учет важных, общепринятых стандартов устойчивости и справедливости, прав человека и свобод, а также уважения к окружающей среде. 